# Vibrante-post oclusiva bilabial dental sorda
La vibrante-post oclusiva bilabial dental sorda es un sonido consonántico muy raro que se informa que ocurre en algunos idiomas hablados: los idiomas oro win y Wariʼ en América del Sur y Sangtam en el noreste de India . El símbolo en el Alfabeto Fonético Internacional que representa este sonido es ⟨ t̪ʙ̥ ⟩ , y el símbolo X-SAMPA equivalente es t_dB\_0.

## Características
- Su modo de articulación es vibrante múltiple, lo que significa que se produce dirigiendo aire sobre un articulador para que vibre.

Tiene dos lugares de articulación:
- - El tope es dental , lo que significa que está articulado con la punta o la hoja de la lengua en los dientes superiores , denominados apical y laminal respectivamente .
  - La vibrante es bilabial , lo que significa que se articula con ambos labios.

Su fonación es sorda, lo que significa que se produce sin vibraciones de las cuerdas vocales.
- Es una consonante central , lo que significa que se produce al dirigir la corriente de aire a lo largo del centro de la lengua, en lugar de hacia los lados.

- El mecanismo de la corriente de aire es pulmonar , lo que significa que se articula empujando el aire únicamente con los músculos intercostales y el diafragma , como en la mayoría de los sonidos.

## Ocurre en
| idioma | idioma | Palabra | AFI      | Significado     | Notas                                                  |
| ------ | ------ | ------- | -------- | --------------- | ------------------------------------------------------ |
| Wari'  | Wari'  |         | [t͡ʙ̥ot͡ʙ̥o] | 'ser agradable' | Forma un par mínimo con [toto], que significa 'pintar' |